# 韦内唐维尔
韦内唐维尔（法語：Vénestanville，法語發音：[venɛtɑ̃vil]）是法国滨海塞纳省的一个市镇，属于迪耶普区。

## 地理
韦内唐维尔（49°47'41"N, 0°54'14"E）面积2.64 平方千米，位于法国诺曼底大区滨海塞纳省，该省份为法国北部沿海省份，其西部及北部濒大西洋英吉利海峡，东起顺时针与索姆省、瓦兹省、厄尔省和卡爾瓦多斯省接壤。
与韦内唐维尔接壤的市镇（或旧市镇、城区）包括：布拉姆托、格勒维尔、兰夫勒维尔、科地区托克维尔。

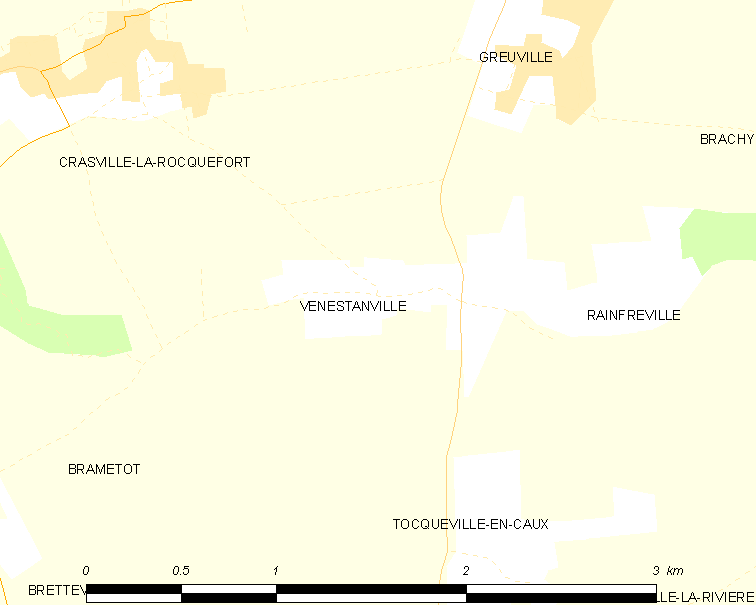
韦内唐维尔的OSM定位图

韦内唐维尔的时区为UTC+01:00、UTC+02:00（夏令时）。

## 行政
韦内唐维尔的邮政编码为76730，INSEE市镇编码为76731。

## 政治
韦内唐维尔所属的省级选区为吕讷赖县。

## 人口

1962-2008年间韦内唐维尔人口变化图示

韦内唐维尔于2022年1月1日时的人口数量为184人。